# Твин Брукс (Јужна Дакота)
Твин Брукс (енгл. Twin Brooks) град је у америчкој савезној држави Јужна Дакота.

## Демографија
По попису из 2010. године број становника је 69, што је 14 (25,5%) становника више него 2000. године.
| Група             | 2000.       | 2010.       |
| Белци             | 55 (100,0%) | 69 (100,0%) |
| Афроамериканци    | 0 (0,0%)    | 0 (0,0%)    |
| Азијати           | 0 (0,0%)    | 0 (0,0%)    |
| Хиспаноамериканци | 0 (0,0%)    | 0 (0,0%)    |
| Укупно            | 55          | 69          |